# Lista de países por reservas comprovadas de gás natural

Países por reservas comprovadas de gás natural (2014), com base em dados do The World Factbook.

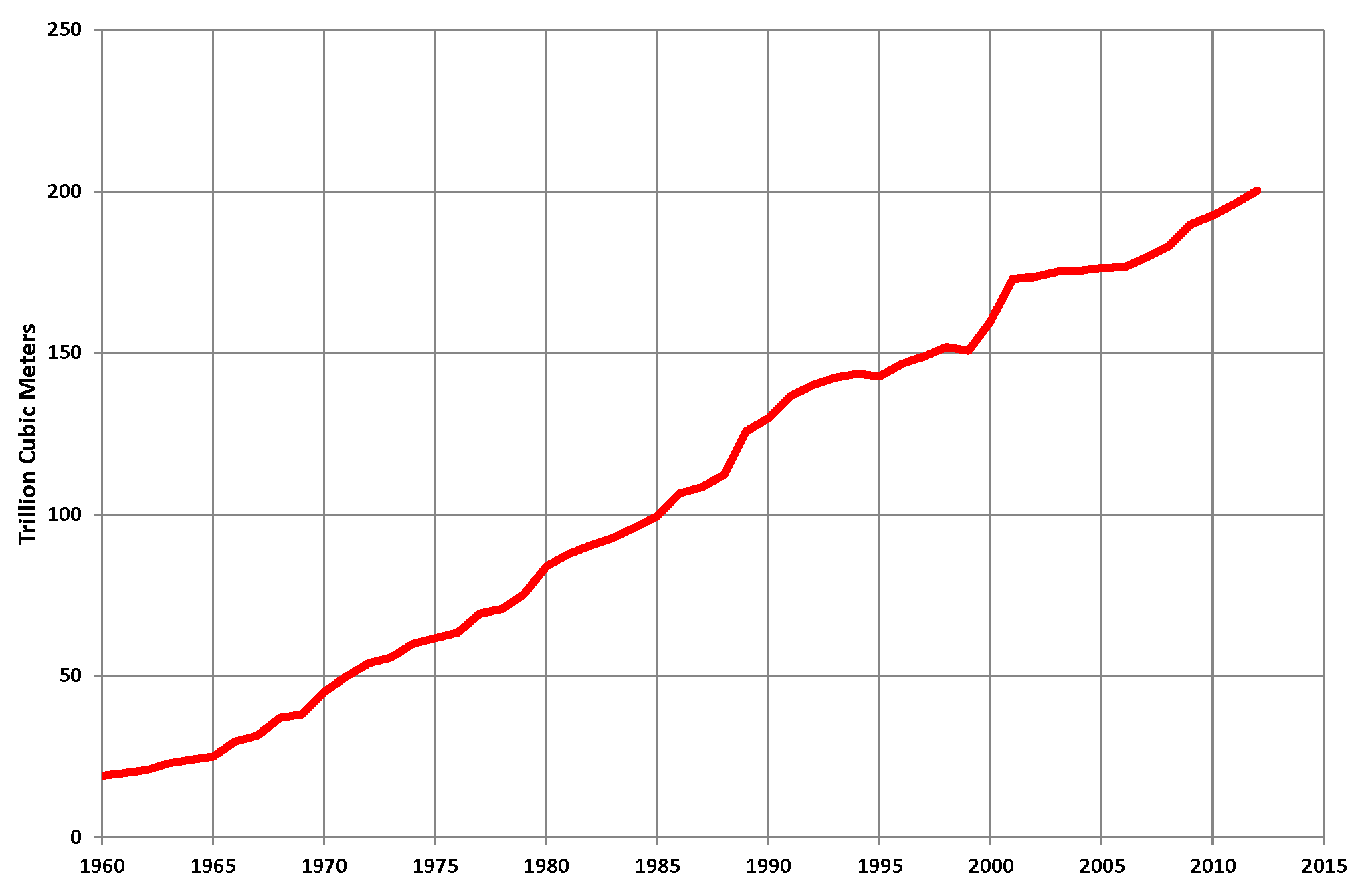
Reservas comprovadas de gás natural mundiais 1960–2012 (OPEP)

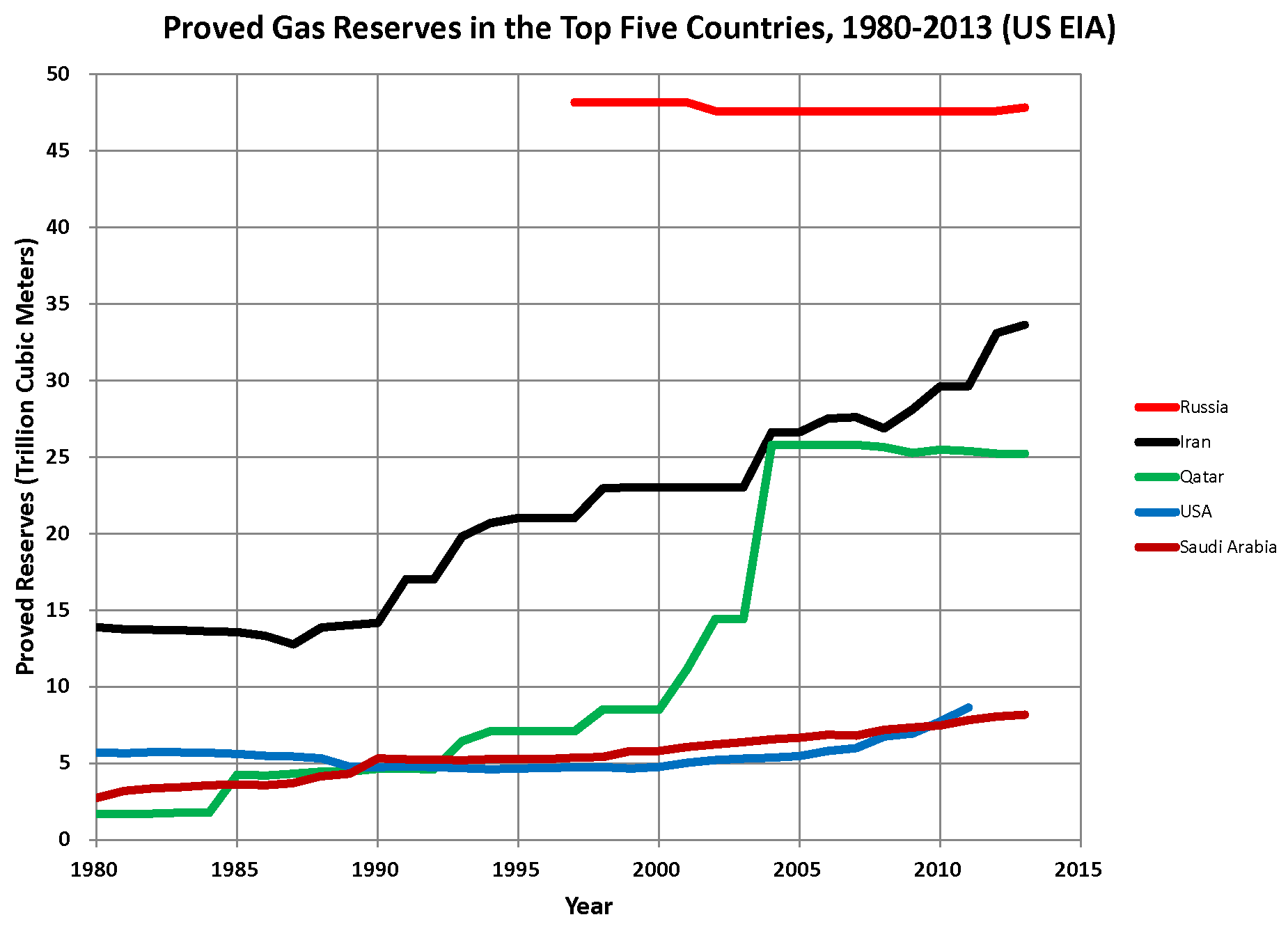
Tendências nos cinco países com maiores reservas comprovadas de gás natural, de acordo com a US Energy Information Administration

Esta é uma lista de países por reservas comprovadas de gás natural com base no The World Factbook (quando nenhuma citação é fornecida)  ou outras fontes. Com base em dados da BP, no final de 2009, as reservas comprovadas de gás eram dominadas por três países: Irã, Rússia e Qatar, que juntos detinham quase metade das reservas do mundo.
Há alguma discordância sobre qual país possui as maiores reservas comprovadas de gás natural. Fontes que consideram que a Rússia tem de longe as maiores reservas comprovadas incluem a CIA dos EUA (47.600 quilômetros cúbicos), a Administração de Informação de Energia dos EUA (49.000 km³), e a OPEP (48.810 km³). No entanto, a BP credita à Rússia apenas 32.900 km³, o que a colocaria em segundo lugar, ligeiramente atrás do Irã (33.100 a 33.800 km³, dependendo da fonte).

## Dados
| País                   | EIA dos EUA (início de 2018) | OPEP (início de 2018) | BP (início de 2018) | Outros | Produção (km³/ano) | Anos de produção em reserva |
| ---------------------- | ---------------------------- | --------------------- | ------------------- | ------ | ------------------ | --------------------------- |
| Rússia                 | 47,805                       | 50,617                | 35,000              |        |                    |                             |
| Irã                    | 33,721                       | 33,810                | 33,200              |        |                    |                             |
| Catar                  | 24,072                       | 23,861                | 24,900              |        |                    |                             |
| Estados Unidos         | 15,484                       | 9,067                 | 8,700               |        | 866                | 18                          |
| Arábia Saudita         | 9,200                        | 8,715                 | 8,000               |        |                    |                             |
| Turquemenistão         | 7,504                        | 9,838                 | 19,500              |        |                    |                             |
| Emirados Árabes Unidos | 6,091                        | 6,091                 | 5,900               |        |                    |                             |
| Venezuela              | 5,740                        | 5,707                 | 6,400               |        |                    |                             |
| Nigéria                | 5,475                        | 5,627                 | 5,200               |        |                    |                             |
| China                  | 5,440                        | 2,934                 | 5,500               |        |                    |                             |
| Argélia                | 4,504                        | 4,504                 | 4,300               |        |                    |                             |
| Iraque                 | 3,820                        | 3,744                 | 3,500               |        |                    |                             |
| Indonésia              | 2,866                        | 2,866                 | 2,900               |        |                    |                             |
| Moçambique             | 2,832                        |                       |                     |        |                    |                             |
| Cazaquistão            | 2,407                        | 1,898                 | 1,100               |        |                    |                             |
| Egito                  | 2,186                        | 2,221                 | 1,800               |        |                    |                             |
| Canadá                 | 2,056                        | 2,059                 | 1,900               |        |                    |                             |
| Austrália              | 1,989                        | 3,173                 | 3,600               |        |                    |                             |
| Uzbequistão            | 1,841                        | 1,564                 | 1,200               |        |                    |                             |
| Kuwait                 | 1,784                        | 1,784                 | 1,700               |        |                    |                             |
| Noruega                | 1,782                        | 2,314                 | 1,700               |        |                    |                             |
| Líbia                  | 1,505                        | 1,505                 | 1,400               |        |                    |                             |
| Índia                  | 1,290                        | 1,289                 | 1,200               |        |                    |                             |
| Malásia                | 1,183                        | 2,909                 | 2,700               |        |                    |                             |
| Ucrânia                | 1,104                        | 304                   | 1,100               |        |                    |                             |
| Azerbaijão             | 991                          | 1,227                 | 2,800               |        |                    |                             |
| Países Baixos          | 801                          | 804                   | 700                 |        |                    |                             |
| Vietname               | 699                          | 203                   | 600                 |        |                    |                             |
| Omã                    | 651                          | 884                   | 700                 |        |                    |                             |
| Myanmar                | 637                          | 273                   | 1,200               |        |                    |                             |

Comparação de reservas comprovadas de gás natural de diferentes fontes (quilômetros cúbicos, em 31 de dezembro de 2014/1 de janeiro de 2015)
| Fonte                                           | Arábia Saudita | Canadá | Estados Unidos | Irã    | Rússia | Venezuela |
| ----------------------------------------------- | -------------- | ------ | -------------- | ------ | ------ | --------- |
| BP                                              | 8.200          | 2.000  | 9.800          | 34.000 | 32.800 | 5.600     |
| OPEP                                            | 8.489          | 2.028  | 9.580          | 34.020 | 49.541 | 5.617     |
| Administração de informações de energia dos EUA | 10.393         | 2.535  | 10.441         | 42.426 | 59.619 | 6.960     |